# Barbecue (film)
Pour les articles homonymes, voir Barbecue (homonymie).
Série
Plancha
(2022)
Pour plus de détails, voir Fiche technique et Distribution.
Barbecue est une comédie française réalisée par Éric Lavaine et sortie en 2014.
Il connait une suite, Plancha, sortie en 2022.

## Synopsis
À Lyon, Antoine Chevalier, âgé de cinquante ans, travaille dans l'entreprise de son père. Il ne fume pas et a des activités sportives. Il est marié à Véronique « Véro », médecin. Ils ont un fils : Hugo. Antoine a fait ses études à Sup de Co, où il a rencontré ses amis : Yves, Laurent, Olivia et Baptiste. Ils y ont également rencontré Jean-Michel « Jean-Mich », qui travaillait au restaurant universitaire. Olivia et Baptiste se sont mariés et ont deux enfants. Jean-Mich est garagiste chez Midas. Laurent est devenu agent immobilier et est marié à Nathalie. Ils n'ont pas d'enfant. Laurent a acheté des biens immobiliers à La Mulatière en spéculant sur l'augmentation de leur valeur par l'extension de la ligne du tramway. Yves a épousé Laure. Ils ont un fils : Guillaume. Olivia a quitté Baptiste, qui a sombré dans la dépression et est hébergé provisoirement par Antoine et Véro. Antoine est toujours attiré par les femmes de 25 ans et trompe Véro sans scrupule. Antoine, Jean-Mich, Yves, Laurent, Olivia et Baptiste sont des fervents supporteurs de l'OL.
Ils courent aux « Foulées rhodaniennes ». Antoine s'écroule victime d'un infarctus. Hospitalisé, il se rétablit, mais est incrédule. Il faisait des efforts pour prendre soin de sa santé. Antoine refuse donc de suivre le régime que veulent lui imposer les médecins et veut s'amuser et profiter de la vie. Il quitte son emploi, recommence à fumer, fait ce qu'il a envie de faire. Il apprend fortuitement que les terrains que Laurent a achetés ne valent plus rien et qu'il le cache à Nathalie. Antoine en informe les autres amis. Ils décident de faire semblant de rien et d'aider financièrement Laurent discrètement.
Depuis des années, le groupe d'amis a l'habitude de passer les vacances d'été ensemble à Arcachon à l'initiative d'Yves. Antoine décide que pour changer, cette année, ils iront dans une grande et magnifique villa avec piscine près du Vigan. Quand Laurent est présent, Antoine dit que ce sont des amis des parents de Véro qui prêtent gratuitement la résidence, pour qu'elle ne reste pas inoccupée. Baptiste apprend qu'Antoine a eu une aventure amoureuse avec Olivia avant lui. Guillaume qui encadre une colonie de vacances, rejoint le groupe et plante sa tente sur le terrain. Ils vont visiter l'abbaye. Yves demande à Antoine de parler à Guillaume, car il a découvert du haschich dans son sac de sardines en montant sa tente. Le soir, Antoine dit à Guillaume de ne pas faire la même erreur que lui, et donc de profiter de la vie pendant qu'il est jeune et lui achète son haschich. Yves est outré. Antoine fume le joint avec Olivia près de la piscine. Antoine découvre fortuitement que Véro le trompe avec son collègue cardiologue le professeur Fabrice Blomet. Antoine dit de plus en plus ce qu'il pense, sans diplomatie, sans se soucier s'il vexe ses amis. Lors du repas du soir, Antoine a un malaise vagal et s'écroule sur la table. À la suite du comportement d'Antoine, le groupe coupe les ponts avec lui. Véro et lui ne se parlent plus et font chambre à part.
Antoine décide de se réconcilier avec ses amis, il commence par Yves. Il le rejoint à son travail et ils vont manger ensemble. Yves l'informe que Jean-Mich fait une fête chez lui, et il l'invite. Olivia présente au groupe son amoureux Alexandre. À la sortie d'un match de foot, Olivia annonce qu'elle a rompu avec Alexandre. Antoine reçoit un message de Laurent dans lequel il demande de le rejoindre au restaurant à Saint-Cyr-au-Mont-d'Or. Antoine va chercher Véro devant l'hôpital à la sortie de son travail, lui demande de lui pardonner pour son comportement et lui dit qu'il l'aime encore. Ils se réconcilient. Olivia et Baptiste sortent pour fumer une cigarette et renouent. Jean-Mich informe le groupe qu'il a un rendez-vous galant avec une très jolie cliente. Laurent fait comprendre au groupe qu'il a compris qu'ils ont payé sa part et celle de Nathalie pendant des mois tant qu'il avait des difficultés financières. Il leur annonce que la ligne de tramway est prolongée jusqu'à ses terrains à la Mulatière. Laurent paye donc le repas à ses amis pour les remercier. Ils quittent le restaurant réconciliés, heureux et ivres, dans la voiture d'Yves.

## Fiche technique
- Titre original : Barbecue
- Réalisation : Éric Lavaine
- Scénario : Héctor Cabello Reyes et Eric Lavaine
- Musique : Gregory Louis et Romain Tranchart
- Décors : Sandrine Jarron
- Photographie : François Hernandez
- Montage : Vincent Zuffranieri
- Photographie : François Hernandez
- Montage : Vincent Zuffranieri
- Production : François Cornuau et Vincent Roget
  - Coproduction : Olivier Courson, Julien Deris, Franck Elbase, David Gauquié, Géraldine Gendre, Nicolas Lesage, Etienne Mallet, Emilie Pégurier et Nathalie Toulza Madar
  - Production exécutive : Gala Vara Eiriz
- Sociétés de production : Same Player, Studiocanal, TF1 Films Production et Cinéfrance 1888
  - Participation à la production : Canal+, Ciné+, TF1, OCS, le CNC et les SOFICAs Bleu et Jaune Productions 3 et Cinémage 5 Développement
- Budget : 9.70M€[1]
- Sociétés de distribution : Studiocanal (France), Cosmote Cinema (en) (Grèce), NOS Audiovisuais (pt)(Portugal), StudioCanal UK (Royaume-Uni), et Frenetic Films (de)(Allemagne)
- Pays de production :  France
- Langue originale : français
- Format : couleur - 2.35 : 1 - Arri Alexa - Angénieux - Digital Cinema Package - Dolby
- Genre : comédie
- Durée : 98 minutes
- Date de sortie :
  - France : 30 avril 2014

Ce film est dedié à Valérie Benguigui.

## Distribution
- Lambert Wilson : Antoine Chevalier, mari de Véronique, père d'Hugo, parrain de Guillaume
- Franck Dubosc : Baptiste, mari d'Olivia, séparé d'elle
- Florence Foresti : Olivia, épouse de Baptiste, séparée de lui
- Guillaume de Tonquédec : Yves Le Goff, mari de Laure, père de Guillaume
- Lionel Abelanski : Laurent Barthélémy, mari de Nathalie
- Jérôme Commandeur : Jean-Michel « Jean-Mich », garagiste célibataire
- Sophie Duez : Véronique « Véro » Chevalier, médecin, épouse d'Antoine, mère d'Hugo
- Lysiane Meis : Laure, épouse d'Yves, mère de Guillaume
- Valérie Crouzet : Nathalie, épouse de Laurent
- Lucas Lavaine : Guillaume, fils d'Yves et de Laure
- Corentin Lavaine : Hugo, fils d'Antoine et Véronique
- Stéphane De Groodt : Alexandre, amoureux d'Olivia
- Philippe Laudenbach : Jean Chevallier, père d'Antoine
- Julie Engelbrecht :  la jolie jeune blonde hollandaise, invitée au restaurant par Antoine
- Marc Fayet : le serveur au restaurant « Chez Abel »
- Nabiha Akkari : Nora, voisine de Jean-Michel
- Franck Adrien Serafini : le serveur

## Production
Le tournage s'est déroulé en août et septembre 2013, à Lyon (La Confluence, Place des Terreaux, Place Bellecour, le Vieux Lyon, Passerelle Saint-Vincent, Stade de Gerland) et dans le Languedoc-Roussillon (Pays Viganais, Cirque de Navacelles),.
La scène du repas au restaurant à Saint-Cyr-au-Mont-d'Or est tournée au château Mont-Royal, près de Chantilly.

## Musique
Sauf indication contraire, les informations mentionnées dans cette section peuvent être confirmées par le générique de fin de l'œuvre audiovisuelle présentée ici, ainsi que par la base de données cinématographiques IMDb,  présente dans la section « Liens externes ».
- The Passenger, d'Iggy Pop de 1977 (générique de début, les foulées rhodaniennes).
- Allegro Moderato (Air russe) de D.780 opus 94 de Franz Schubert (Antoine rentre chez lui après son rendez-vous galant avec la jolie jeune blonde, il est étonné de trouver Véronique là et prétend qu'il était avec Jean-Michel).
- Short Song for a Short Mind par Girls in Hawaii de 2004 (séparation à la sortie du restaurant « chez Abel », arrivée en voiture à la maison dans les Cévennes ; Antoine et Yves partent en voiture faire les courses ; au restaurant au Vigan).
- Clear the Air (en) par Jacco Gardner de 2012 (Antoine va trouver Yves à son travail, ils se réconcilient et vont manger ensemble au restaurant).
- Prélude de la Partita pour violon nº3 en mi majeur de Johann Sebastian Bach de 1720 (le groupe rejoint Laurent et Nathalie à la table du restaurant à Saint-Cyr-au-Mont-d'Or).
- Ascending Together par James Fitzpatrick et Nic Raine.

Musiques non mentionnées dans le générique
- Duo des fleurs de Lakmé de Léo Delibes (au petit déjeuner devant la maison de vacances Antoine seul assis admire le paysage ; Véronique bat le rappel autour de la piscine pour partir visiter l'abbaye, Antoine et Olivia qui bronzent rechignent).

### Bande originale
Par Gregory Louis et Romain Tranchart :
- Freedom & Love, durée : 3 min 41 s (le soir Antoine dit à Guillaume de profiter de la vie pendant qu'il est jeune, ils se séparent sous les yeux d'Yves qui observe de loin satisfait, puis outré quand il voit Antoine donner de l'argent à Guillaume ; générique de fin).
- Le Temps de vivre, durée : 1 min 11 s.
- L'Infidèle, durée : 2 min 6 s.
- Petit Aioli entre amis, durée : 2 min 15 s.
- Le Réveil, durée : 1 min 30 s.
- La Sortie de crise, durée : 1 min 48 s.
- Dessin des seins à dessein, durée : 1 min 9 s.
- Chien et chat, durée : 35 s.
- La Belle Hollandaise, durée : 2 min.
- Manège, durée : 1 min 48 s.
- L'Ennui, durée : 1 min 49 s.

## Accueil

### Accueil critique

Avant première du film le 8 avril 2014 à Lyon, lieu de tournage du film.
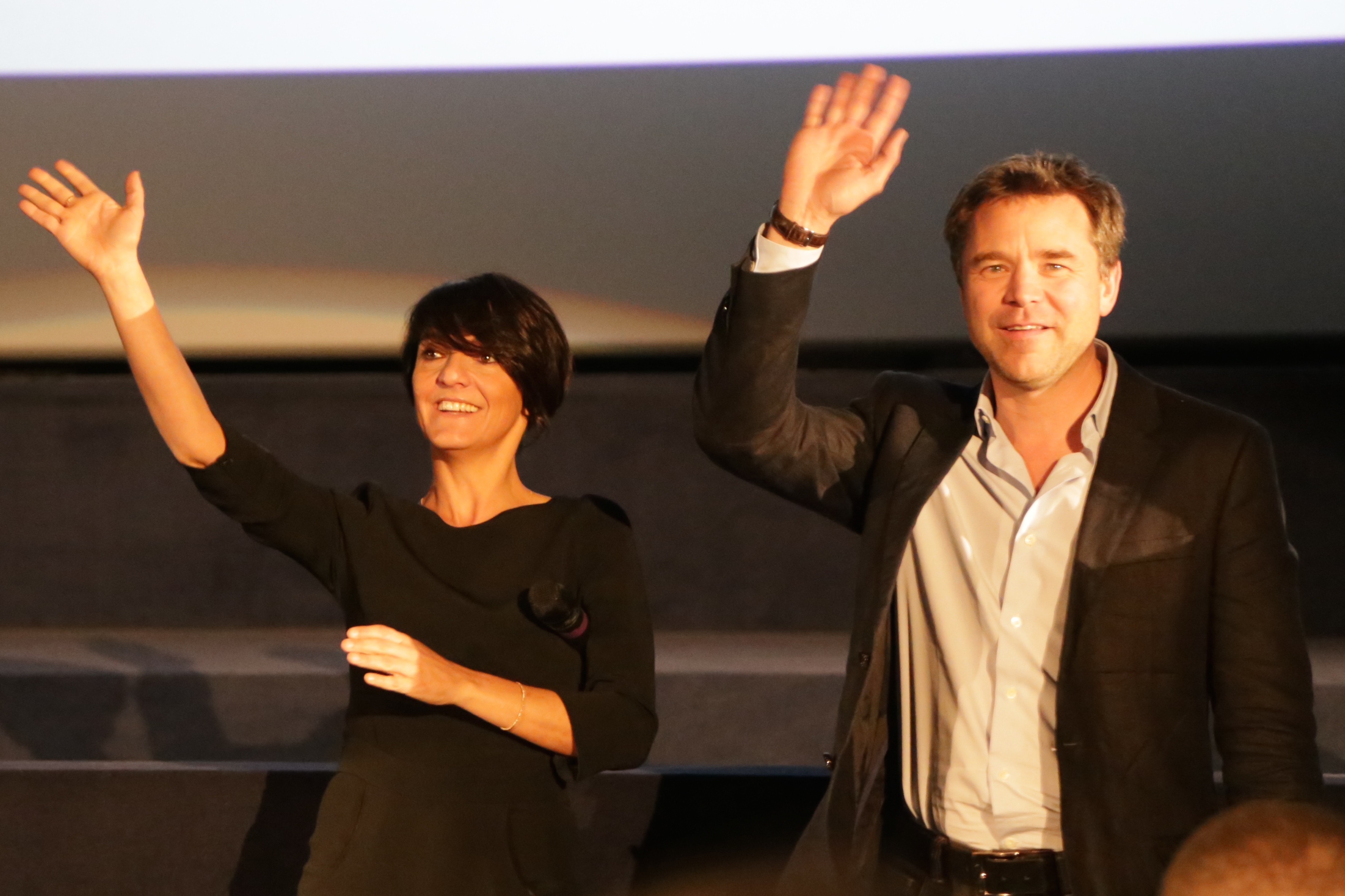
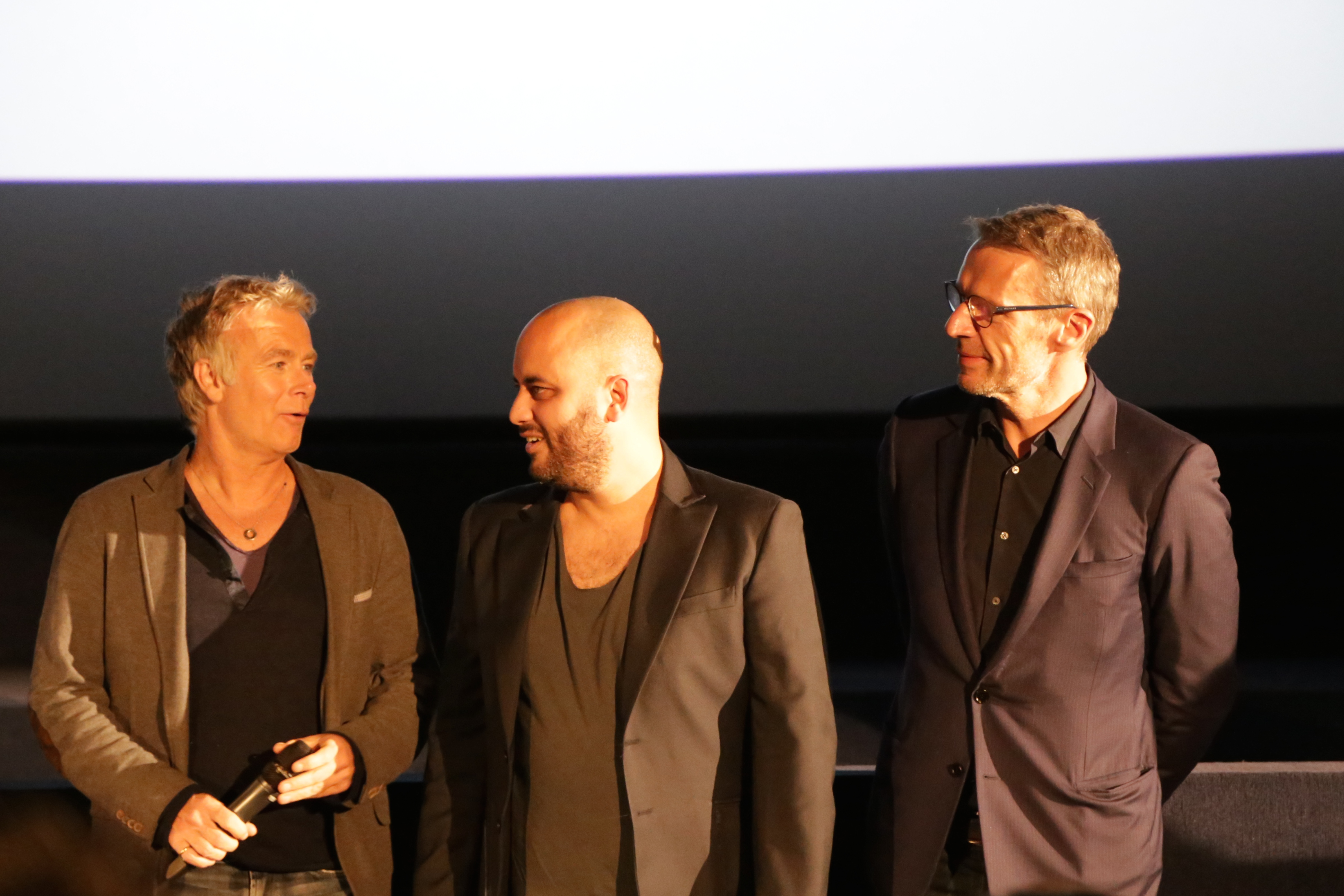
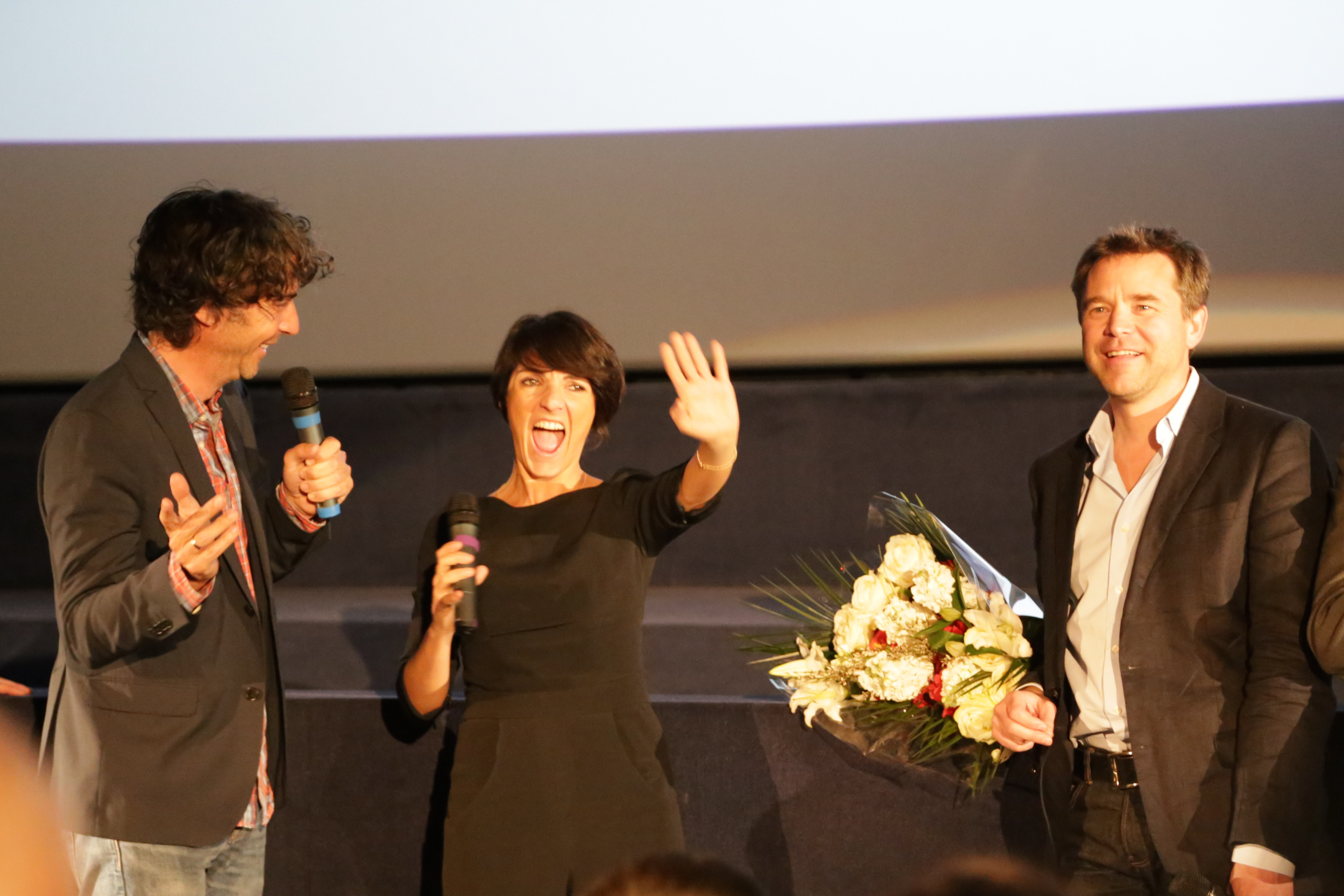
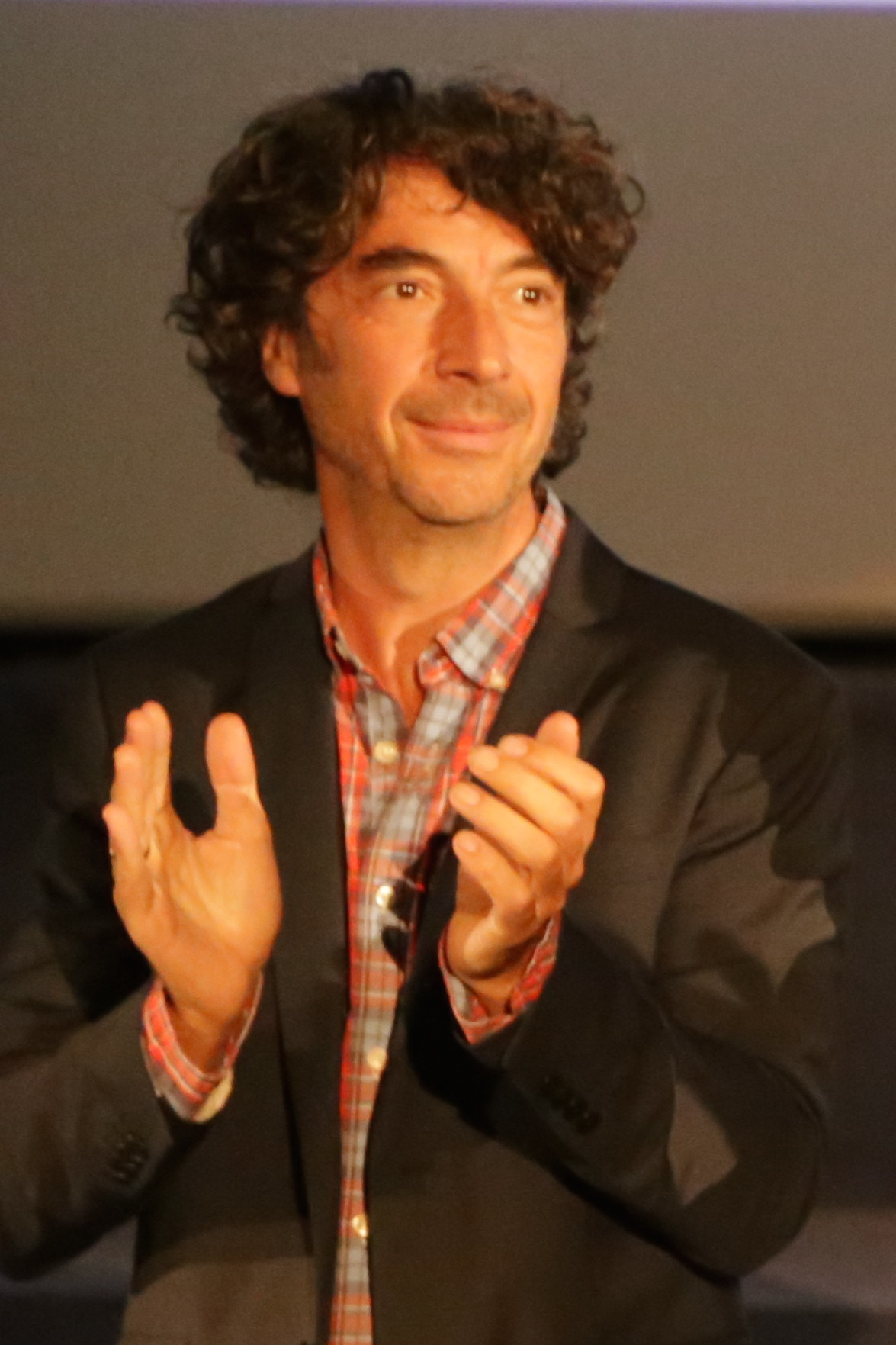
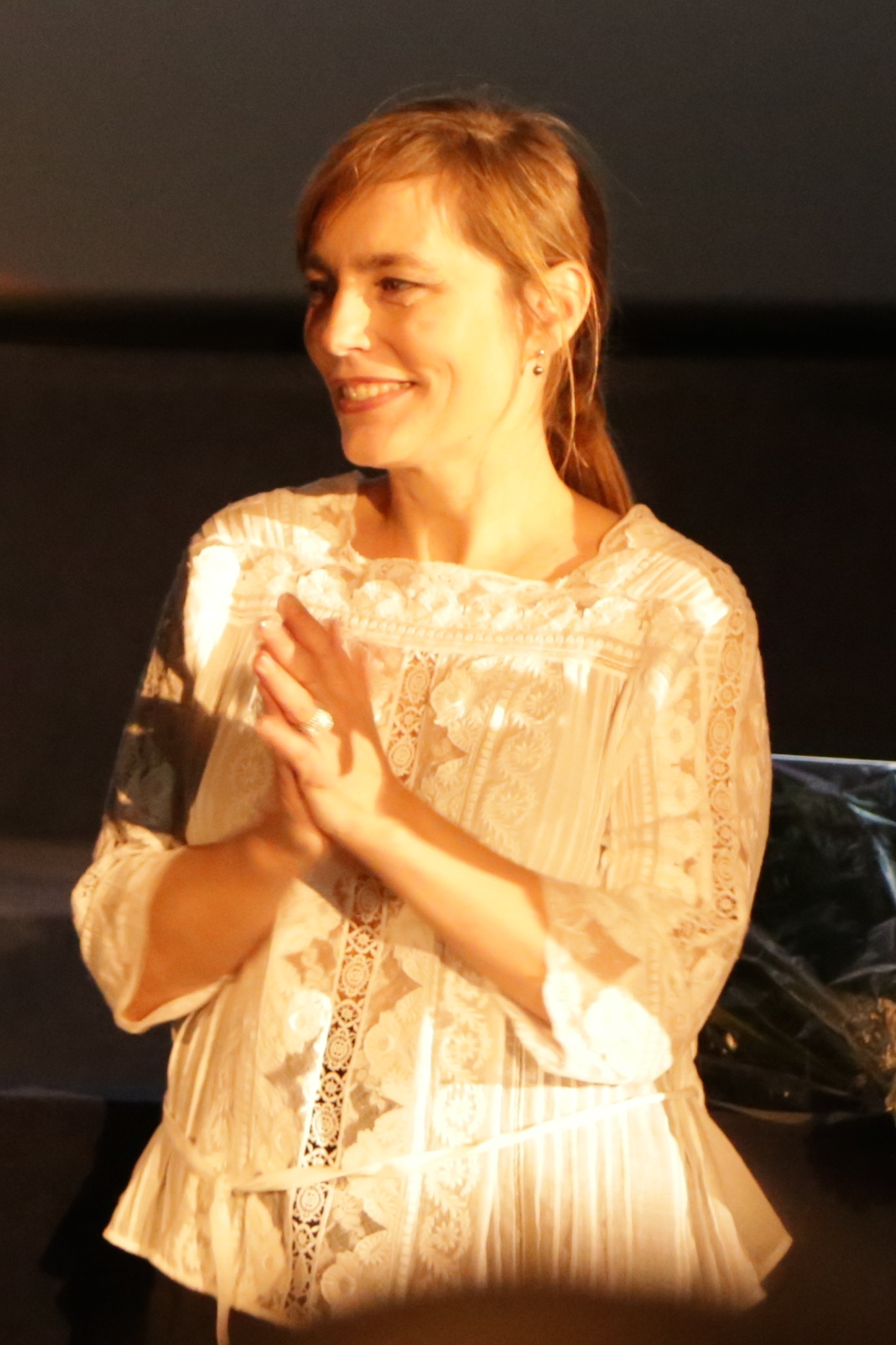

### Box-office
- France : 1 600 584 entrées (fin d'exploitation le 8 juillet 2014, après 10 semaines à l'affiche)[5]
- Europe (France incluse) : 1 804 558 entrées[6]

## Suite
Une suite, intitulée Plancha, sort en 2022.